# Carretera (película)
Carretera (en kazajo: Jol) es una película kazaja dirigida por Darezhan Omirbayev y protagonizada por Jamshed Usmonov y Saule Toktybayeva. La película entró en la selección oficial de la sección Un Certain Regard del Festival de Cannes de 2001.

## Sinopsis
El cineasta Amir Kobessov (Jamshed Usmonov) está felizmente casado con Anara (Alnur Turgambayeva), pero empieza a tener dificultades para dormir. En un sueño aparece en un teatro lleno de gente por el estreno de su película, pero el proyeccionista mezcla la película con otros elementos y las imágenes en la pantalla son las de una película de karate americana. El público se niega a ver la película y no se puede proyectar la original.
Después, su vida es interrumpida por un telegrama de su aldea que le informa que su madre está enferma, ante lo cual Amir va a estar con ella, dejando a Anara y su hijo en casa.

## Reparto
| Actriz/Actor            | Personaje                      |
| ----------------------- | ------------------------------ |
| Jamshed Usmonov         | Amir Kobessov                  |
| Saule Toktybayeva       | Madre de Amir                  |
| Alnur Turgambayeva      | Anara, esposa de Amir          |
| Magjane Omirbayev       | Hijo de Amir/Amir como un niño |
| Valeria Gouliaeva       | Veronika, la camarera          |
| Valeri Skoribov         | Agente de censura              |
| Moukhamedjane Alpisbaev | Amigo del colegio de Amir      |
| Serik Aprimov           | Hermano vengador               |

## Estreno

### Oficiales
| País         | Fecha               |
| ------------ | ------------------- |
| Francia      | 16 de enero de 2002 |
| Bélgica      | 24 de abril de 2002 |
| Países Bajos | 19 de julio de 2002 |

### Festivales
| País            | Fecha                   | Festival                          |
| --------------- | ----------------------- | --------------------------------- |
| Francia         | 18 de mayo de 2001      | Festival de Cannes                |
| Canadá          | 6 de septiembre de 2001 | Festival de Cine Toronto          |
| Países Bajos    | 24 de enero de 2002     | Festival de Cine de Róterdam      |
| España          | 7 de octubre de 2002    | Festival de Cine de Sitges        |
| República Checa | 25 de enero de 2004     | Festival de Cine de Febio         |
| Argentina       | 12 de marzo de 2005     | Festival de Cine de Mar del Plata |